# Phare de Goulphar
Le phare de Goulphar ou grand phare de Kervilahouen est un phare situé sur la commune de Bangor, à Belle-Île-en-Mer dans le Morbihan.
Il est ouvert au public et il est possible de monter jusqu'à la terrasse supérieure. Il a été conçu par Augustin Fresnel.

## Description
Ce phare d'atterrissage est composé d'une double tour de granite (la tour interne soutient le poids des marches et assure une résistance à des vitesses de vent de 400 km/h) mesurant 52,25 mètres de hauteur (soit un immeuble de 17 étages, le phare étant à 92 mètres au-dessus du niveau de la mer), jouxtant les bâtiments techniques et d'habitation des gardiens.
Une muséographie sur les phares et balises est visible dans les cinq salles du rez-de-chaussée entourant le fût central. L'exposition permanente aborde différents thèmes (les Phares et Balises, les phares de Belle-Île-en-Mer, le phare de Goulphar, les aides à la navigation et les espaces naturels). La visite de cette exposition dure environ 20 minutes. La salle des machines abrite les moteurs et l'armoire électrique qui assurait l'automatisation du phare dont la fonction actuelle est d'être le centre de télécontrôle pour la subdivision morbihannaise des Phares et Balises et une station de contrôle nationale du réseau de GPS différentiel, assurant le fonctionnement des sept stations nationales de GPS.
Les plus courageux peuvent gravir les 247 marches qui donnent accès à un balcon panoramique à 43 mètres de hauteur.
Initialement la rotation des lentilles de Fresnel était assurée par un système de contrepoids qui descendait dans l'espace situé au centre de l'escalier en colimaçon (palier à la 213e marche).
Le contrepoids en fonte devait être remonté plusieurs fois chaque nuit pour assurer la rotation du faisceau lumineux : le gardien donnait 420 tours de manivelle pour remonter le poids en 20 minutes (ce système est remplacé en 1953 par un moteur et une cuve à mercure qui permet une rotation sans frottements) tandis que le poids descendait jusqu'à la marche 150 en 4 heures. La salle de veille et la lentille (lampe aux halogénures métalliques de 1 000 watts, sans filament, qui a une portée du feu de 27 miles, soit 50 km, ce qui en fait l'un des feux les plus puissants de Bretagne ne sont pas accessibles au public, en raison de la présence du mercure.

## Historique
Le phare de Goulphar est construit de 1826 à 1835, sur les plans d'Augustin Fresnel, sur les ruines du 1er Fortin Fouquet.
Il est mis en service en janvier 1836

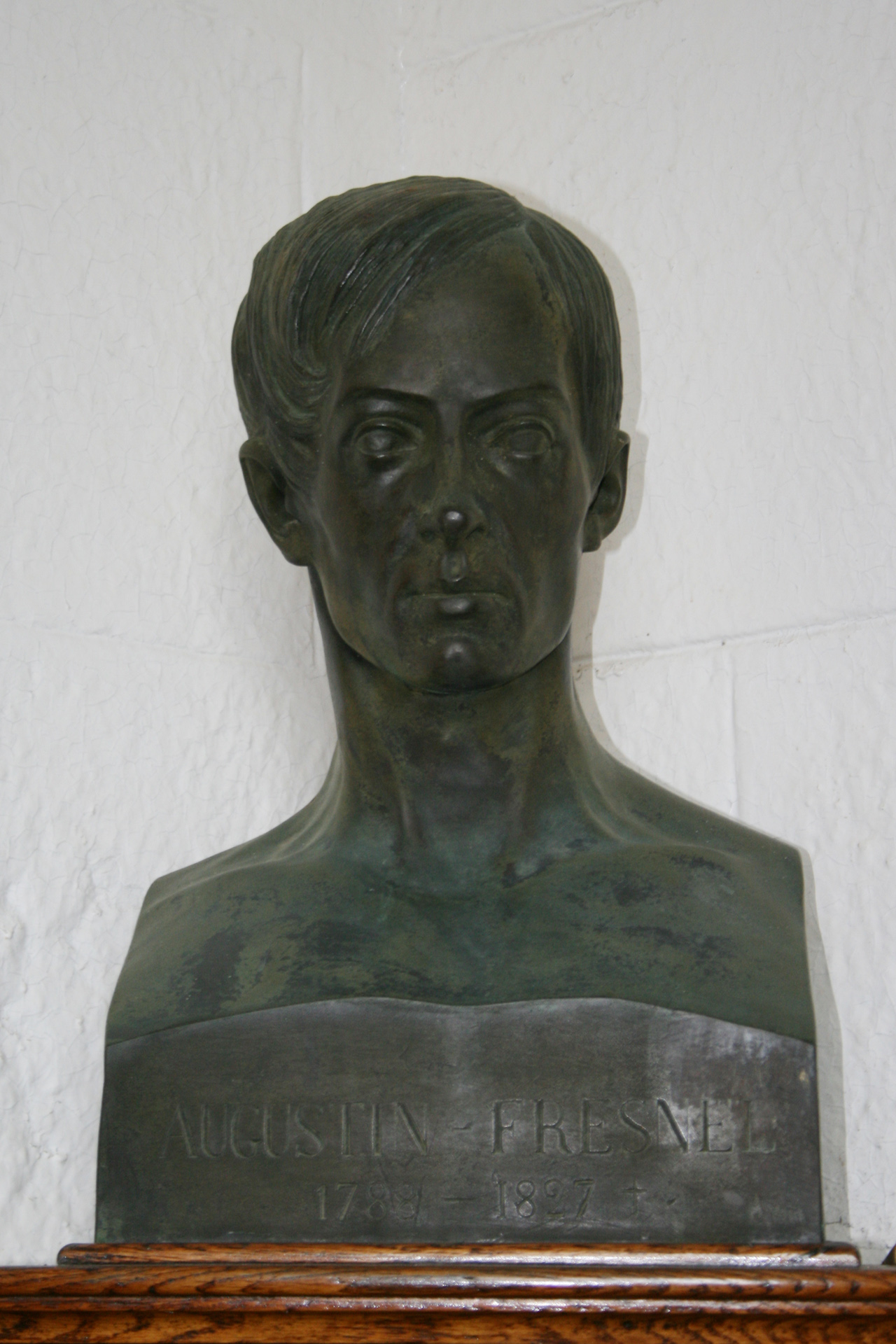
Buste d'Augustin Fresnel.
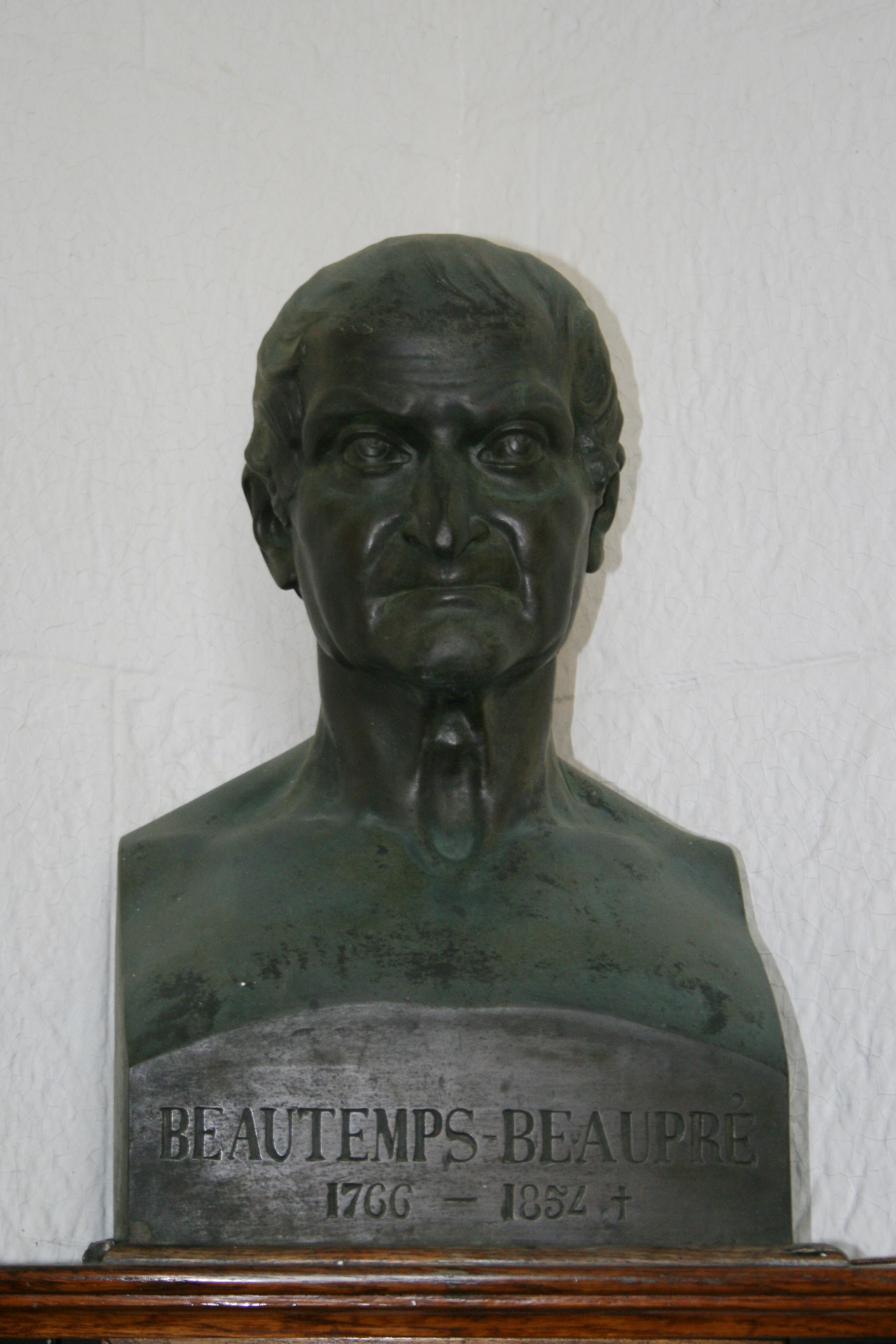
Buste de Charles-François Beautemps-Beaupré.

En 1882, aux abords de l’anse de Goulphar, un petit bâtiment a été édifié pour abriter un signal sonore (sirène de brume) ; celui-ci est relié à la salle des machines du phare par un tuyau conduisant l’air comprimé.
Le phare, avec la parcelle et les bâtiments situés sur celle-ci et sa sirène de brume (située à 1 200 m) font l’objet d’une inscription au titre des monuments historiques depuis le 12 juin 1995.
Le phare est entièrement électrifié en 1992 et automatisé en 2000 (allumage des feux grâce à une cellule photoélectrique).
Comme douze autres phares bretons, il est classé monument historique par arrêté du 23 mai 2011,.

## Galerie

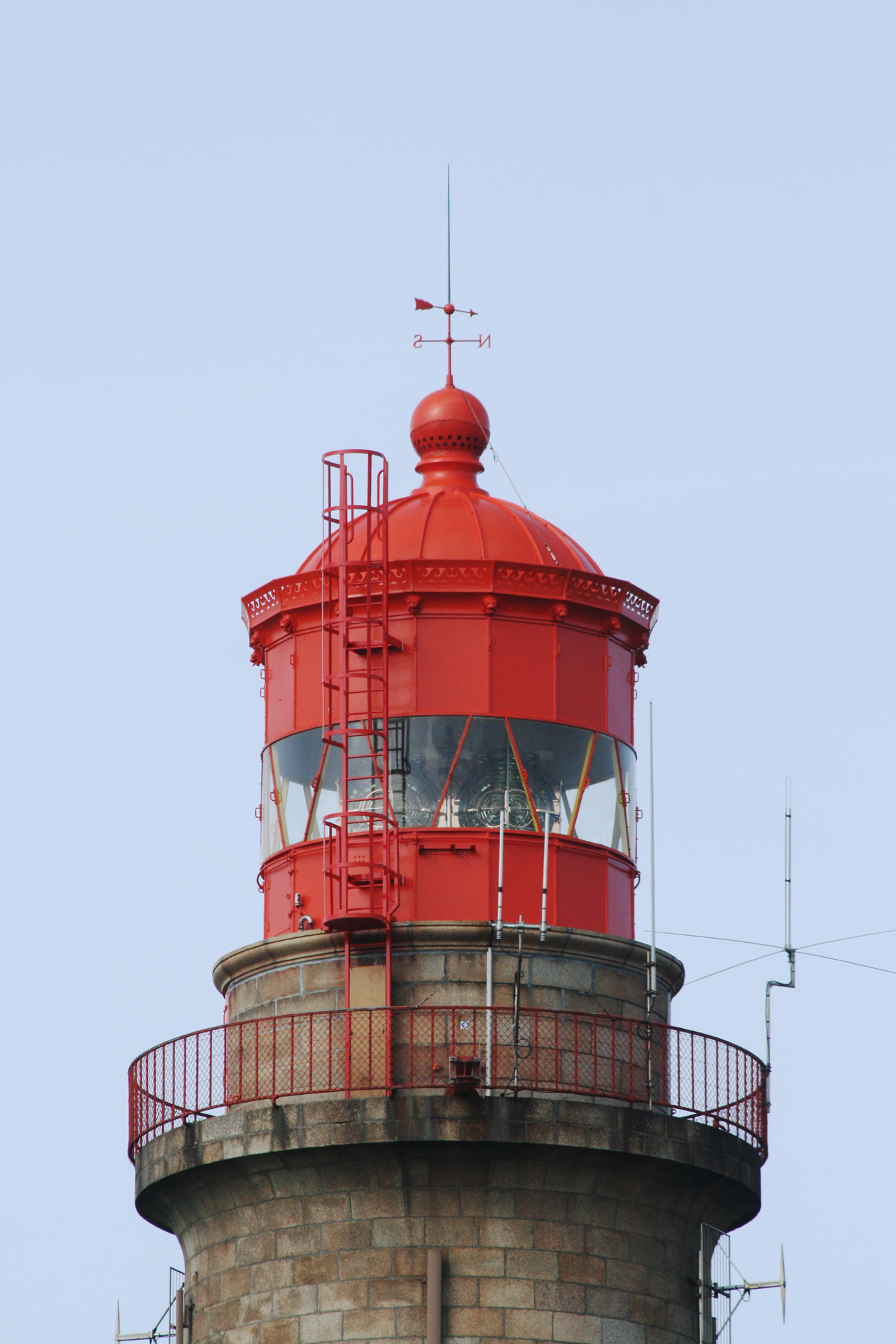
La lanterne.
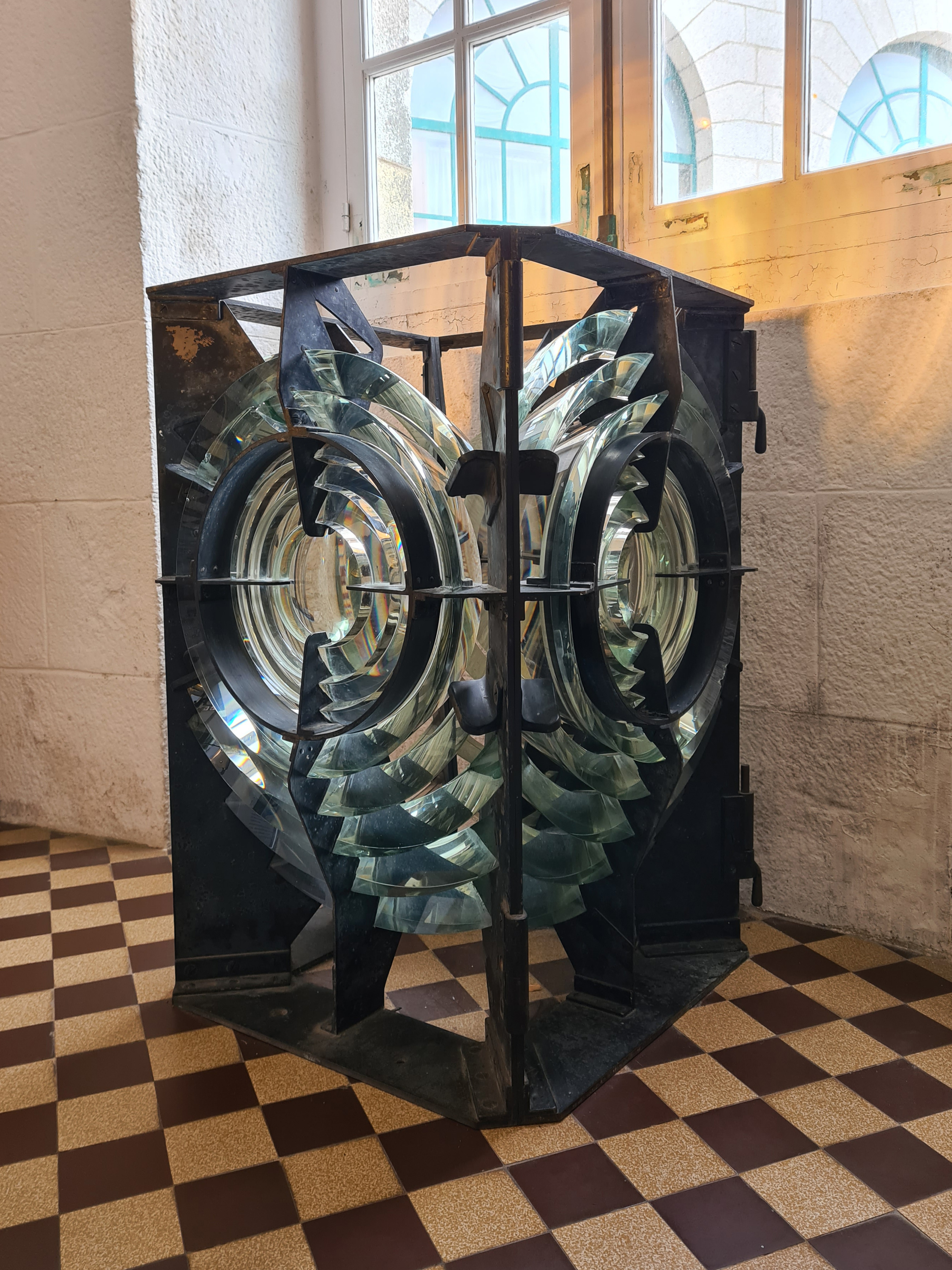
Lentilles de Fresnel.
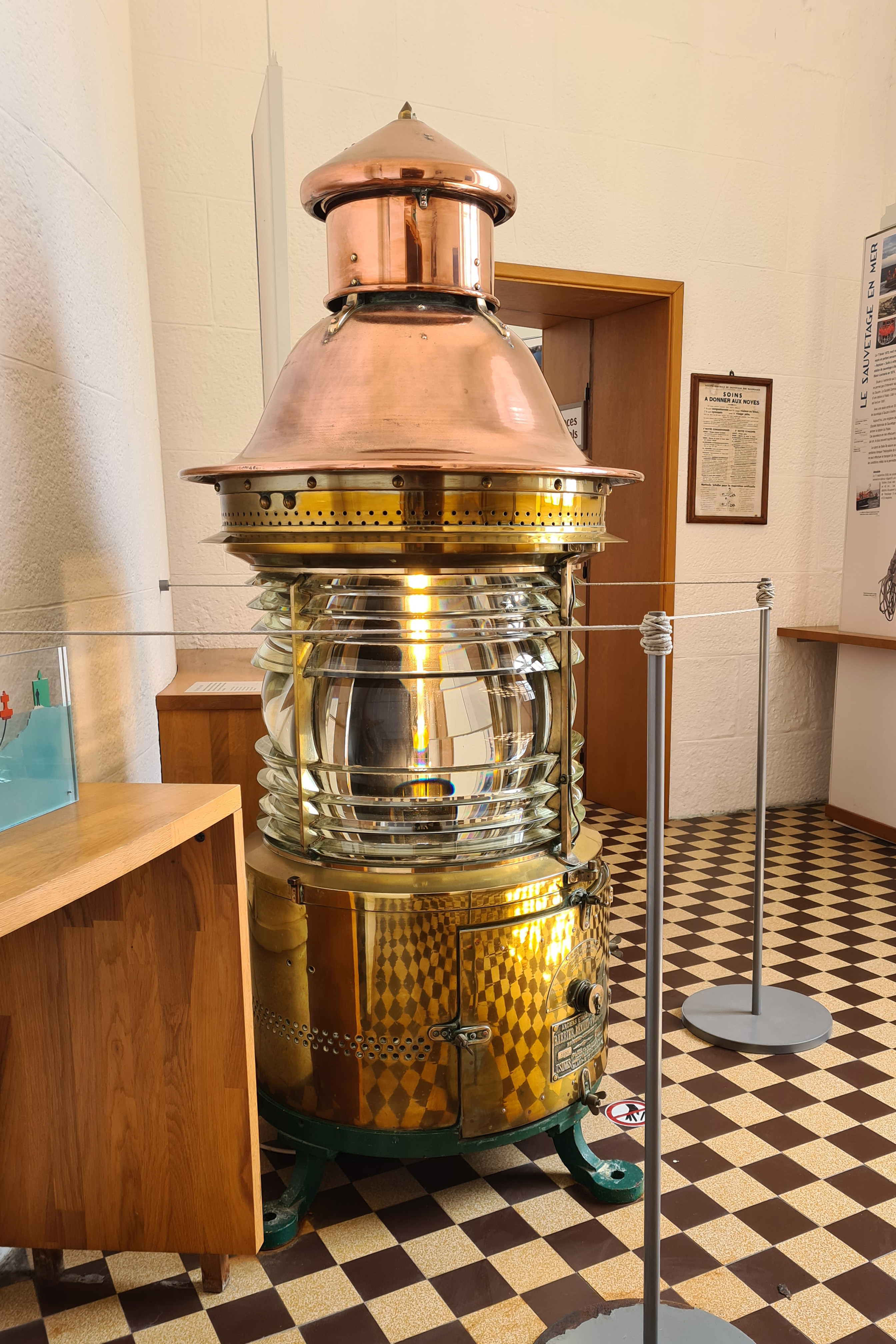
Équipement Barbier, Bénard et Turenne.
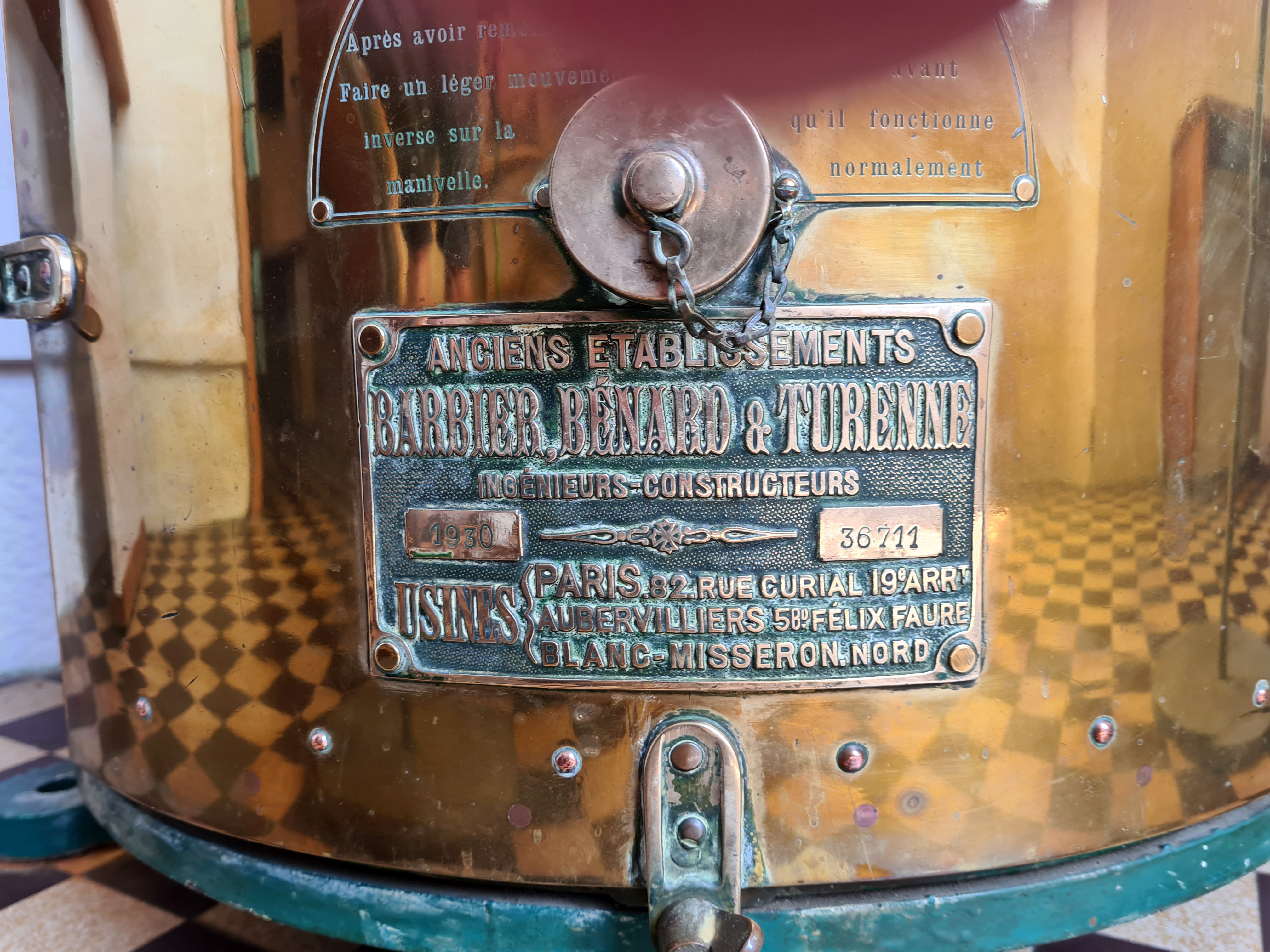
Plaque de la société BBT.
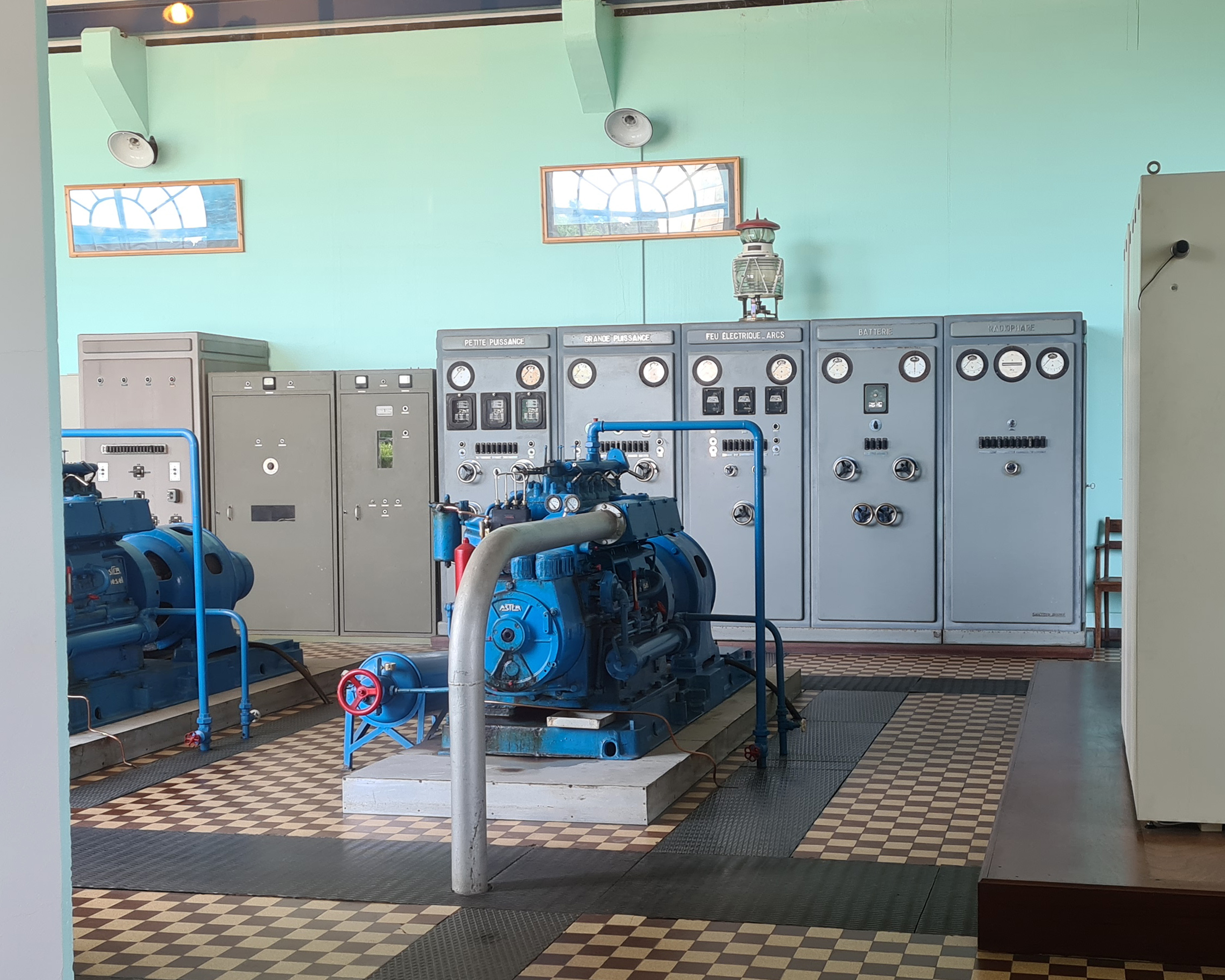
Salle des machines.
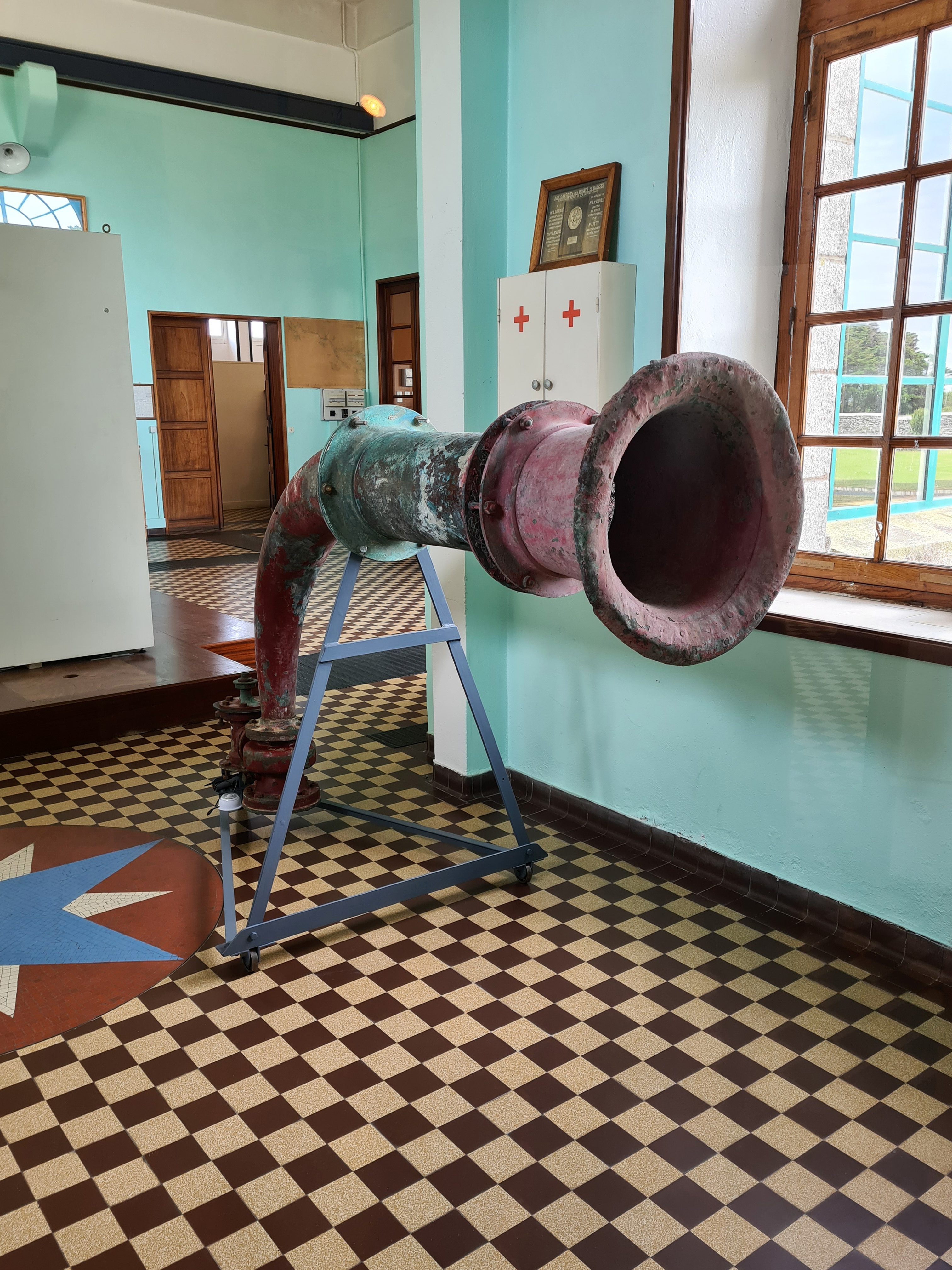
Sirène de brume.